# Чихачёв, Фёдор Платонович
Фёдор Платонович Чихачёв (1859/1860, Париж — 1919, Нижний Новгород) — российский учёный, доктор минералогии и геологии Гейдельбергского университета, благотворитель, один из жертв политических репрессий в Советской России. Благодетель Михаило-Архангельского храма в Каннах (Франция).

## Биография

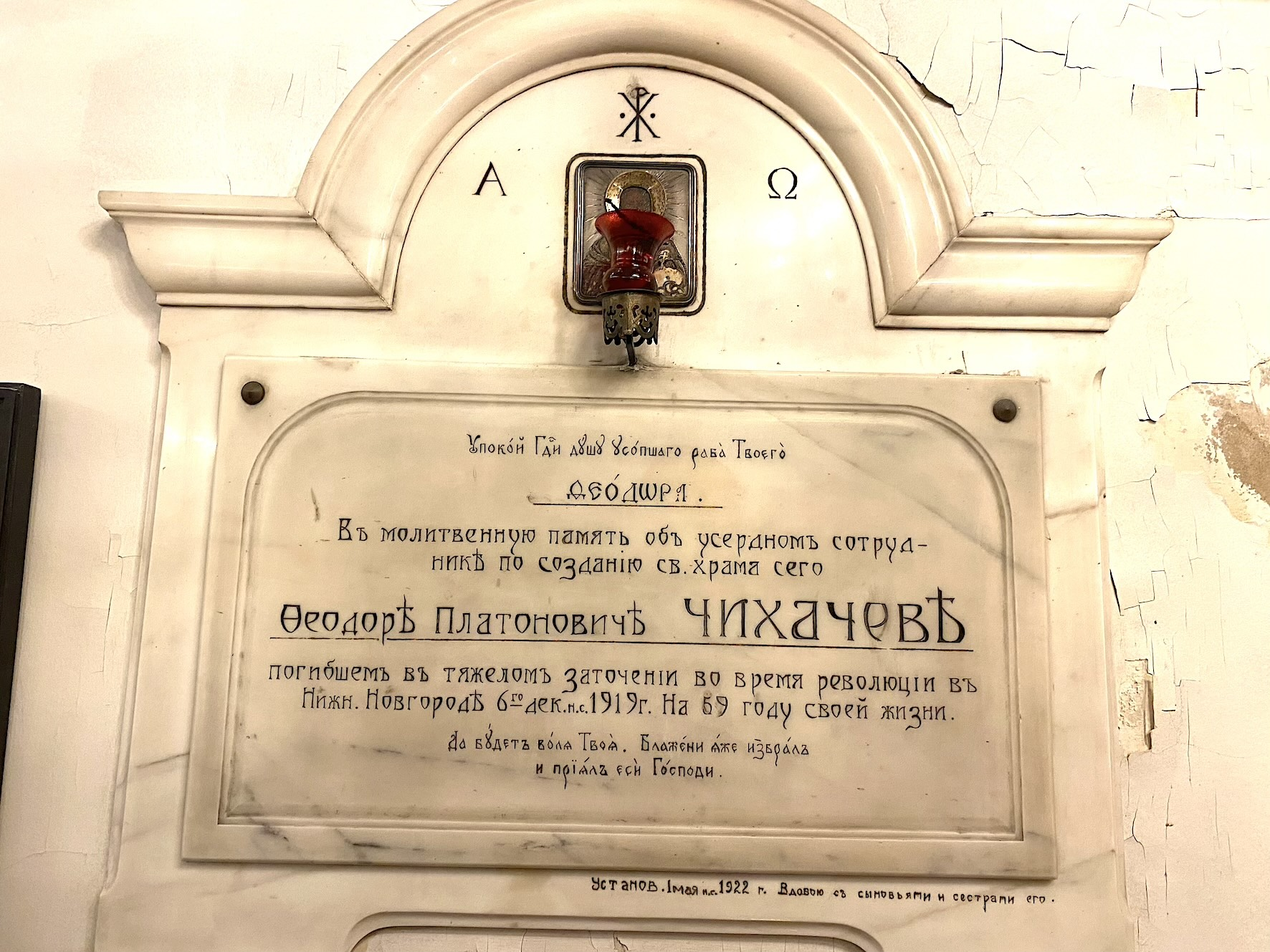
Мемориальная доска, установленная на северной стене нефа Михаило-Архангельского храма в Каннах в память об убиенном 1 мая 1922 года

Родился в 1859/1860 году предположительно в Париже в семье русских эмигрантов. Его отец — Платон Александрович Чихачёв, путешественник, писатель, альпинист, государственный деятель, участник Севастопольской обороны. Семья Чихачёвых состояла в родстве с декабристом М. П. Бестужевым-Рюминым. Именно поэтому юный Фёдор рождается в эмиграции.
Получил высшее образование в Германии, окончив Гейдельбергский университет со степенью доктора минералогии и геологии. До Октябрьской революции проживал за границей.
В 1919 году приехал в Советскую Россию навестить своего сына — учащегося Единой трудовой школы в Детском Селе под Петроградом. В июне того же года был арестован при выходе из здания французского посольства. Содержался в Покровском лагере в Москве, затем — в Старой тюрьме Нижнего Новгорода. Без предъявления обвинения и допросов был приговорён к двум годам лагерей. Скончался в заключении 6 декабря 1919 года на 59-м году жизни.

## Личная жизнь
Был женат на Марии Петровне Чихачёвой (в девичестве Альбединской, по материнской линии — Апраксиной), родившейся 20 августа 1863 года. Она служила фрейлиной при императорском дворе. Скончалась в Лондоне 22 (или 24) июля 1928 года.

## Благотворительность
Фёдор Чихачёв был одним из благодетелей Михаило-Архангельского храма в Каннах (Франция) и активно участвовал в жизни общины русских эмигрантов на Лазурном береге.